# Alessandro Maria Orsini
Alessandro Maria Orsini, I principe di Amatrice (1611 – Rieti, 23 gennaio 1692), è stato un nobile e militare italiano.

## Biografia
Era figlio di Latino Orsini, signore di Amatrice e Poggio Catino, e di Porzia Caetani.
Era principe di Amatrice, all'epoca facente parte del Regno di Napoli, quando il paese nel 1639 venne devastato dal terremoto. Chiese ed ottenne di essere reintegrato nel Sedile di Capuana di Napoli, aggregazione degli Orsini. Acquistò delle proprietà a Mantova, dove i Gonzaga, memori dei servizi resi da suo zio Francesco Orsini di Virginio che perì nel 1630 in difesa di Mantova, lo investirono dei feudo di Perno in Piemonte col titolo di marchese. Nel 1647, durante la rivolta di Masaniello, si schierò con i fanti a sostegno del re di Napoli.

### La morte della moglie
Sposò il 17 gennaio 1636 in prime nozze Anna Maria figlia di Gaspare Caffarelli duca di Assergi. Il 15 marzo 1648 venne trovata morta ad Amatrice e papa Innocenzo X, con il probabile pretesto di un incontro con il cardinale Albornoz, lo fece giungere a Roma per poterlo arrestare tra il 3 e il 4 aprile dello stesso anno e imprigionare, trascorrendo per circa 30 anni la prigionia in Castel Sant'Angelo a Roma. Mentre era carcerato, ottenne da papa Clemente X di sposare in seconde nozze nel 1672 Anna Maria Grifaldi. Nel 1677 ottenne dal papa la mutazione della pena in soggiorno obbligato a Rieti, dove morì nel 1692. Venne sepolto nella chiesa di San Francesco ad Amatrice.
Il principato di Amatrice fu acquisito come feudo nuovo, contro le pretese degli Orsini di Gravina, per 28.000 ducati da Vittoria Montefeltro della Rovere, vedova del granduca Ferdinando II de' Medici di Firenze, che lo conservarono fino al 1737.
Una lapide venne posta sulla torre civica di Amatrice, a ricordo del restauro al monumento da lui compiuto dopo la fine della sua prigionia a Roma.

## Discendenza
Alessandro Maria e Anna Maria Caffarelli ebbero tre figli:
- Francesco Felice (?-1689), premorto al padre, sposò Clarice Orsini della Penna;
- Camilla, morta giovane;
- Virginio morto giovane.

Da Anna Maria Grifaldi ebbe un figlio, Latino, morto a 15 anni.
Ebbe anche due figli naturali: Costanza e Cecilia.